# Czeremcha (szczyt)
Czeremcha (1124 m) – porośnięty lasem, niewybitny szczyt w Beskidzie Sądeckim, w Paśmie Radziejowej. Znajduje się w grzbiecie Małej Prehyby, który poprzez Halę, Czeremchę, Roztokę i Czeremchę Zachodnią biegnie najpierw w kierunku południowo-zachodnim, następnie zachodnim, oddzielając potok Sopotnicki od potoków Krępiarka i Jastrzębi Potok.
Północno-zachodnie stoki Czeremchy opadają do doliny potoku Sopotnickiego, południowo-wschodnie do potoku Krępiarka. Przez szczyt Czeremchy biegnie granica między miastem Szczawnica (stoki północno- zachodnie) i wsią Szlachtowa (stoki południowo-wschodnie) w województwie małopolskim, w powiecie nowotarskim, w gminie miejsko-wiejskiej Szczawnica.
Przez Czeremchę prowadzi zielony szlak turystyczny ze Szczawnicy na Prehybę. Jest on o 15 minut dłuższy od szlaku niebieskiego, ale ciekawszy, bo w dolnej części bardziej widokowy, a w górnej wiedzie przez osuwiska, ostre granie i dziewicze lasy. Na grzbiecie między Czeremchą a Halą jest polana, na której wiosną zakwitają krokusy.

## Szlaki turystyczne
Na zielonym szlaku turystycznym przez Czeremchę są miejsca strome, na których podczas deszczowej pogody może być ślisko.
 pieszy: Szczawnica – Gabańka – Kuni Wierch – Łysiny – Czeremcha – Prehyba (trawers od zachodu). Czas przejścia: 3:15 h, ↓ 2:15 h
 pieszy: Szczawnica – Sewerynówka – dolina Potoku pod Górami – Czeremcha – Przehyba. Czas przejścia: 3:45 h, ↓ 2:10 h
 rowerowy: Szczawnica – Przehyba
 narciarski: Szczawnica – Przehyba